# Косовка (Кировоградская область)
Ко́совка (укр. Косівка) — село в Приютовской поселковой общине Александрийского района Кировоградской области Украины.
Население по переписи 2001 года составляло 1378 человек. Телефонный код — 5235. Код КОАТУУ — 3520384101.